# Чуйка (село)
Чуйка — село в Турочакском районе Республики Алтай. Относится к Бийкинскому сельскому поселению.

## История
Село образовано во времена СССР при производстве в этой местности лесозаготовительных работ. Золото нашли здесь намного позже, при этом местные жители на производстве заняты не были.
Главными предприятиями села были деревообрабатывающий комплекс, пилорамы, лесозаготовка. Вплоть до 2000 года осуществлялась золотодобыча.
В селе были детский сад, клуб, школа.

## География
Село расположено на реке Чуйка. С западной стороны от села находятся горы Кабакту и горы Чиргай, на которых лесная растительность представлена, в основном, березой и пихтой. С востока горная местность высотой до 1100 метров, лес состоит из кедра и пихты.
Центральная часть населённого пункта расположена на высоте 497 метров над уровнем моря.
Село отнесено к районам Крайнего Севера и приравненным к ним местностей с ограниченными сроками завоза грузов.

## Инфраструктура
В селе 3 улицы: Береговая, Заречная и Центральная.

## Население
| 2010 | 2011 | 2012 | 2013 | 2014 | 2015 | 2016 |
| ---- | ---- | ---- | ---- | ---- | ---- | ---- |
| 99   | →99  | ↘96  | ↘92  | ↘90  | ↘86  | ↘78  |